# Замулаев, Михаил Афанасьевич
Михаил Афанасьевич Замулаев (20 ноября 1924 — 28 июня 1944) — младший лейтенант Рабоче-крестьянской Красной Армии, участник Великой Отечественной войн, Герой Советского Союза (1945).

## Биография
Михаил Замулаев родился 20 ноября 1924 года в деревне Поляна (ныне — Перемышльский район Калужской области). Окончил семь классов школы. В августе 1942 года Замулаев был призван на службу в Рабоче-крестьянскую Красную Армию. С февраля 1943 года — на фронтах Великой Отечественной войны. В 1944 году окончил курсы младших лейтенантов, после чего командовал стрелковым взводом 830-го стрелкового полка 238-й стрелковой дивизии 50-й армии 2-го Белорусского фронта. Отличился во время освобождения Могилёва.
27 июня 1944 года Замулаев переправился через Днепр в районе деревни Луполово (ныне — в черте Октябрьского района Могилёва) и освободил деревню Нижний Половинный Лог, а затем захватил немецкий опорный пункт на западном берегу Днепра. Преследуя отходящие немецкие войска, взвод Замулаева вышел к окраине Могилёва. В том бою Замулаев погиб. Похоронен в братской могиле на улице Лазаренко в Могилёве (ныне военное кладбище, бел. Вайсковыя могілкі).

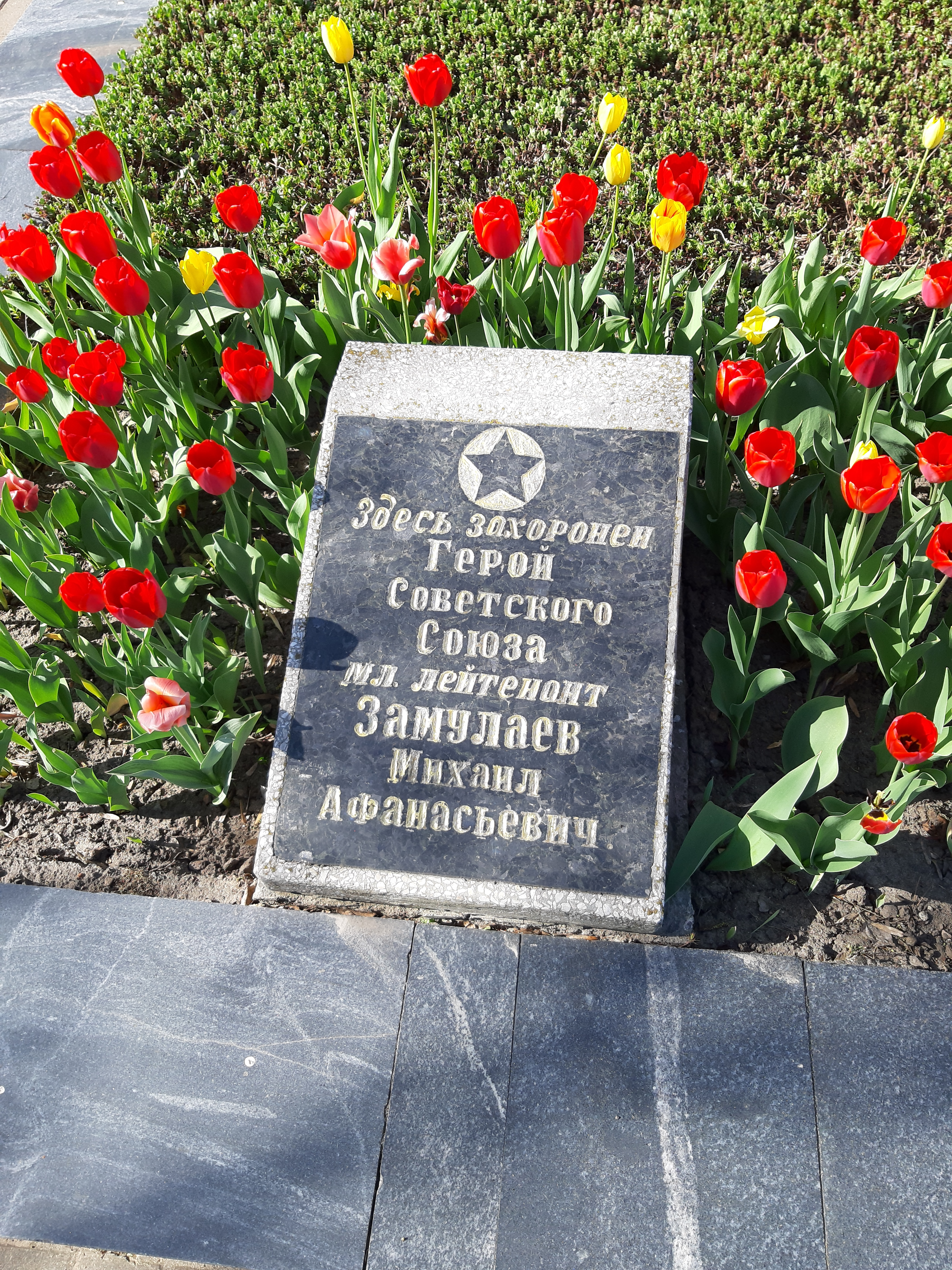
Могила Замулаева на военном кладбище Могилёва

Указом Президиума Верховного Совета СССР от 24 марта 1945 года за «образцовое выполнение боевых заданий командования на фронте борьбы с немецкими захватчиками и проявленные при этом мужество и героизм» младший лейтенант Михаил Замулаев посмертно был удостоен высокого звания Героя Советского Союза. Также посмертно был награждён орденом Ленина.
В честь Замулаева названа школа в его родной деревне.